# Planodema femorata
Planodema femorata är en skalbaggsart som först beskrevs av Charles Joseph Gahan 1890.  Planodema femorata ingår i släktet Planodema och familjen långhorningar.
Artens utbredningsområde är Kenya. Inga underarter finns listade i Catalogue of Life.